# Stjepan Zanović
Gróf Stjepan Anibal Zanović (Budva, 1751. február 28. – Amszterdam, 1786. május 25.) „Albánia hercege”, „szerb császár”, dalmáciai kalandor, költő és író.
Középiskolai tanulmányait Velencében végezte, majd 17 évesen papi szemináriumba ment, de a lelkészi pálya nem vonzotta eléggé, ezért más karrier után nézett, s a padovai egyetemre ment tanulni. Fivérével kereskedelmi ügyletekből jelentős pénzösszegre tett szert, s hajóbiztosítási ügynökként bejárta Itáliát, Franciaországot, Németalföldet, a német tartományokat, Ausztriát, Magyar- és Lengyelországot. Utazásai során kapcsolatba került az európai nemesség és irodalom legfontosabb képviselőivel. Szkander bég leszármazottjának és albán hercegnek vallotta magát. Voltaire, Rousseau és a felvilágosodás más alakjainak hatása alá került. Olaszul és franciául verseket, politikai és filozófiai műveket írt. 35 éves korában öngyilkos lett.

## Magyarul
- Tsillagok-forgásibul való polgári jövendőlés Lengyel országra a' mellybe a' borussiai király, és &c. &c. le-ábrázoltatnak. Az őtödik kiadás szerént frantziából, magyarra forditva. A' magyaroknak tükőrűl; ford. Nagyváthy János; a' Nagy-Szivűségnél, Pest, 1790